# Holascus polejaevi
Holascus polejaevi är en svampdjursart som beskrevs av Schulze 1886. Holascus polejaevi ingår i släktet Holascus och familjen Euplectellidae. Inga underarter finns listade i Catalogue of Life.